# اسلوبودان سانتراچ
اسلوبودان سانتراچ (انگلیسی: Slobodan Santrač؛ ۱ ژوئیهٔ ۱۹۴۶ – ۱۳ فوریهٔ ۲۰۱۶) بازیکن فوتبال اهل یوگسلاوی بود.
از باشگاه‌هایی که در آن بازی کرده‌است می‌توان به باشگاه فوتبال گراس‌هاپر زوریخ، باشگاه فوتبال بئوگراد، و باشگاه فوتبال پارتیزان اشاره کرد.
وی همچنین در تیم ملی فوتبال یوگسلاوی بازی کرده‌است.